# Јанис Фабрицијус
Јанис Фабрицијус (лет. Jānis Fabriciuss, рус. Ян Фри́цевич Фабри́циус; 14./26. јун 1877. у Злекасу, Курландска губернија — 24. август 1929. у Сочију) био је летонски официр и комесар Црвене армије током грађанског рата у Русији.